# Angerona infuscata
Angerona infuscata är en fjärilsart som beskrevs av Matsumura 1925. Angerona infuscata ingår i släktet Angerona och familjen mätare. Inga underarter finns listade i Catalogue of Life.